# Villaquirán de la Puebla
Villaquirán de la Puebla è un comune spagnolo di 45 abitanti situato nella comunità autonoma di Castiglia e León.